# Thrinchostoma productum
Thrinchostoma productum là một loài Hymenoptera trong họ Halictidae. Loài này được Smith mô tả khoa học năm 1853.